# Marianne Wex
Marianne Wex est une artiste, écrivain, militante féministe, photographe puis naturopathe allemande, née le 13 juillet 1937 à Hambourg et morte le 13 octobre 2020. Elle est surtout connue pour un travail photographe  constitué dans les années 1970, documentant les postures des hommes et des femmes. Ce travail a été redécouvert à la fin des années 2000 et début des années 2010.

## Biographie
Née en 1937 à Hambourg, Marianne Wex étudie à l'Académie des Beaux-Arts de Hambourg et de Mexico. Elle s'intéresse à l'époque essentiellement à la peinture,.
Entre 1963 et 1980, Marianne Wex travaille à l'Académie des Beaux-Arts de Hambourg comme conférencière. Au cours des années 1970, elle commence à prendre des photographies de postures humaines, initialement pour les utiliser comme modèles pour la peinture, puis elle se concentre sur ce qu'elle perçoit comme des langages corporels inconscients propres au genre féminin et masculin. Habitant à l'époque à Hambourg entre 1972 et 1977, Marianne Wex prend plus de 5 000 photographies de femmes et d'hommes, dans les rues, les gares, les lieux de réunion, etc.. Elle photographie à distance, discrètement, pour que les postures restent naturelles : « Comme je ne m'intéressais pas initialement à la pose consciente, mais à la prise involontaire, plutôt inconsciente, de postures, je veillais à ne pas me faire remarquer lorsque je prenais des photos », explique-t-elle. Elles enregistre comment les femmes et hommes s'assoient, se tiennent debout, s'allongent, tiennent une coupe de champagne, etc. Ces images illustrent son observation d'un langage corporel très différent entre les deux sexes, résultat, lui semble-t-il, des structures patriarcales des sociétés occidentales. Les hommes prennent spontanément plus de place, là où les femmes adoptent des postures plus contractées. Ces postures masculines, considérées comme plus envahissantes, observées bien plus tard (dans les années 2010) par les féministes américaines dans les transports en commun, ont été qualifiées par celles-ci de manspreading. Marianne Wex complète ses photographies par des images tirées des médias (publicités, films, magazines de tabloïds et journaux), davantage mises en scène, mais qui, finalement, diffèrent peu dans les postures adoptées. Elle procède ensuite à des expériences plus ludiques proposant à des modèles d'adopter le temps d'une photo des postures de l'autre sexe. Enfin, elle examine et photographie des sculptures, notamment des sculptures de l"Antiquité, trouvant que les postures corporelles et les formes corporelles idéalisées pour les femmes et les hommes étaient beaucoup plus divergentes dans le présent qu'historiquement,,,.
Ses recherches, plus sociologiques qu'esthétiques, culminent à travers la série photographique intitulée Let’s Take Back Our Space [Reprenons notre espace]. Cette série fait notamment l'objet  d'une exposition, dans le cadre d'une exposition plus vaste intitulée Women Artists International, 1877-1977, en 1977, à la Nouvelle société des arts visuels (NGBK, Neue Gesellschaft für Bildende Kunst), lieu d'exposition bien connu de Berlin-Ouest. La partie créée par Marianne Wex est présentée en plus de 200 panneaux, avec les photographies disposées par catégories de pose (assis, debout, etc.), sans les photographies de sculptures. Depuis lors, l'œuvre a été exposée dans le monde entier et est considérée comme un travail pionnier de l'art féministe. La publication qui en résulte est publiée en allemand en 1979 (avec une partie des photos de sculpture), dans un ouvrage intitulé (en anglais) Let's Take Back Our Space, “Female” and “Male” Body Language as a Result of Patriarchal Structures. L'ouvrage fait ensuite l'objet de publications dans plusieurs langues, comme l'anglais et le français en 1993 (en français sous le titre Langage féminin et masculin du corps. Reflet de l'ordre patriarcal).
Dans les années 1980, ayant été diagnostiqué comme atteinte d'une maladie grave, Marianne Wex quitte l'Allemagne, se détournant du domaine artistique pour se consacrer à des voyages à travers la Nouvelle-Zélande, l'Inde, le Japon et le Canada. Elle s'intéresse aussi à des thérapies ésotériques et devient naturopathe. Elle enseigne ce type de thérapies.
Ce travail photographique est un peu oublié ensuite pendant quelques années, puis ressurgit en 2009, à la suite d'une exposition à la Focal Point Gallery, à Londres, qui rencontre le succès et déclenche un regain d'intérêt. Elle est suivie d'expositions dans de nombreux pays.
De retour dans son pays natal, l'Allemagne, Marianne Wex meurt en octobre 2020,.

## Œuvres

### Let's Take Back Our Space
Achevé en 1977 à Hambourg, alors en Allemagne de l'Ouest, ce travail, extrait des photographies réalisé et présenté sur des panneaux, est considéré comme majeur pour l'Histoire de l'art féministe et les études de genre. Il a été exposé à Hambourg puis Berlin, puis montré dans plusieurs pays lors d'expositions collectives. Il a fait l'objet d'une publication en livre, d'abord en allemand puis en anglais et français..

### Body Language of today's women and men: l'étude systématique des postures
Il s'agit d'une étude comparative et systématique des postures et du langage corporel des hommes et des femmes dans l'espace public, s'appuyant là encore sur les 5000 photographies réalisées entre 1972 et 1977. Entre art et étude sociologique, Marianne Wex défend l'idée que le langage corporel est le résultat d'une socialisation patriarcale basée sur le genre, et qui affecte nos comportements en tant que masculins ou féminins. Elle utilise des photographies prises par elle dans les rues ou les transports de Hambourg, et y ajoute des images issues de la publicité, de films ou des médias. Les groupes masculins et féminins sont mis en opposition les uns des autres de manière systématique, et les différentes caractéristiques des postures sont analysées une à une (comme suit dans le livre) :
- Personnes assises : position des jambes et pieds ; position des bras et mains
- Personnes debout : position des jambes et pieds ; position des bras et mains
- Personnes en train de marcher : position des bras, mains, jambes et pieds
- Personnes assises ou allongées : position des bras et des jambes
- Une expérience : Marianne Wex demande à des femmes d'adopter des postures typiquement masculines et inversement
- Gestes de possession et étreintes.

Selon Marianne Wex, il ressort de cette étude systématique que les femmes s'emploient à occuper le moins d'espace possible : genoux serrés, mains jointes ou posées l'une sur l'autre, pieds pointés vers l'intérieur. Cette posture standard est accentuée par le port de la jupe. Les hommes quant à eux, occupent un maximum d'espace avec une attitude de conquête : genoux écartés, pieds tournés vers l'extérieur, coudes déployés. Les exceptions à la posture féminine standard sont de deux types : les femmes issues de classes sociales considérées comme inférieures, ou les séductrices, dont les images sont tirées de publicités ou magazines de charme. Selon Marianne Wex, celles-ci sont montrées par les médias dans des poses masculines et directes (jambes écartées, bras déployés, torse bombé) dans le but de mettre en avant des atouts corporels et de séduire les hommes. Elle choisit notamment une image de Brigitte Bardot comme exemple.

### The Egyptians,The Greeks,The Romans,Middle Europe: étude des postures dans les statuaires anciennes
Après l'étude des postures corporelles observées sur les contemporains de Marianne Wex, le livre Let's Take Back Our Space de 1979 présente une deuxième partie beaucoup plus courte. L'auteur souhaite donner une dimension historique à son travail.
Elle présente une série de sculptures anciennes.
Sculpture égyptienne
- Gestes de possession et étreintes dans les couples sculptés
- Comparaison d'hommes et femmes seuls
- Bas-reliefs
- Quelques figures et gestuelles enfantines

Sculpture grecque
- Comparaison de figures masculines et féminines assises
- Comparaison de figures masculines et féminines debout
- Bas-reliefs

Sculpture romaine
- Figures assises
- Figures debout

« Comment les hommes de la chrétienté se sont réapproprié la gestuelle des déesses anciennes »
Pour la gestuelle qu'elle décrit, il s'agit d'une posture d'ouverture, bras levés, que l'on attribue souvent au Christ orant (en prière).
Sculpture européenne
- Figures assises du XIe siècle au XIXe siècle
- Figures debout du Xie siècle au XIXe siècle

Marianne Wex poursuit son analyse avec une étude transversale des formes corporelles dans la sculpture romaine et d'Europe centrale, puis dans la société contemporaine, montrant notamment une série de détails de mains dans des publicités pour des cigarettes ou des bijoux. Elle termine avec une étude des têtes : sculpture égyptiennes, grecques et romaines, visages de politiciens mâles contemporains.

## Expositions
- 2018 : Exposition Tanya Leighton Gallery, Berlin.
- 2017 : Exposition Aux Archiv, Zurich, Suisse.
- 2017 : Exposition Zachęta - Galerie Nationale d'Art, Pologne, Varsovie.
- 2016 : Exposition Adam Art Gallery, Université de Victoria, Wellington, Nouvelle-Zélande.
- 2015 : Exposition Frauengesundheitszentrum Sirona e.V., Wiesbaden.
- 2014 : Exposition Re-Discovery, Marianne Wex mit Shannon Bool, Nina Hoffmann, Matt Keagan, Julika  Rudelius, Jereme Shaw, Autocenter / Espace pour l'art contemporain, Berlin.
- 2013 : Exposition Le Deuxième Sexe - Une Note Visuelle, exposition collective, La Galerie, Centre D'Art Contemporain, Noisy-le-Sec.
- 2013 : Presentation House Gallery, Vancouver
- 2012 : Exposition Yale Union (YU), Centre for Contemporary Art, Portland, États-Unis.
- 2012 : Exposition au Badischer Kunstverein, Karlsruhe.
- 2009 : Exposition à Focal Point Gallery, Londres, Southend-on-Sea, dirigée par Mike Sperlinger.
- 2005 :Exposition à HfBK-Galerie, Hamburg
- 1982 : Exposition à l'Institut des Arts Contemporains, Londres.
- 1979 : Exposition Bonner Kunstverein, Bonn
- 1977 : Exposition Frankfurter Kunstverein, Francfort a.M.
- 1977 : Première exposition de son travail photo à la NGBK, Berlin. Cela en lien avec une exposition collective, 'Women Artists International 1877-1977'.
- 1976 : Exposition pour le Centre de Communication, Peinture, Schalom, Hambourg.

## Principale publication
- Marianne Wex, Let's Take Back Our Space, “Female” and “Male” Body Language as a Result of Patriarcal Structures, Frauenliteraturverlag Hermine Fees, Hamburg, 1979,  (ISBN 3-923173-00-8).